# ピッパ (小惑星)
ピッパ (648 Pippa) は小惑星帯に位置する小惑星である。ハイデルベルクでアウグスト・コプフによって発見された。
ゲアハルト・ハウプトマンの小説『Und Pippa tanzt』の登場人物にちなんで命名された。